# Frederick Ponsonby
Frederick Ponsonby, 3e comte de Bessborough (24 janvier 1758 - 3 février 1844) titré « vicomte Duncannon » (entre 1758 et 1793) est un homme politique et pair anglo-irlandais.

## Biographie
Il est le fils aîné de William Ponsonby (2e comte de Bessborough) et de Caroline Cavendish, fille de William Cavendish (3e duc de Devonshire). Il succède à son père en 1793. Il fait ses études à Christ Church, Oxford et obtient les diplômes de Master of Arts et Doctor of Civil Law.
Il siège à la Chambre des communes en tant que député de Knaresborough de 1780 jusqu'à son accession à la pairie et est Lord de l'amirauté en 1782 - 1783.

## Réputation
Bessborough a généralement fait une première impression favorable: calme, mais avec "la manière la plus douce et la plus aimable". En revanche, c’est un mari notoirement mauvais, négligeant Henrietta et l’insultant en public. Bien qu'il y ait sans doute des fautes des deux côtés - elle est accro au jeu et a de nombreuses histoires d'amour - la société en général le considérait comme le plus grand responsable.

## Famille
Le 27 novembre 1780, il épouse Henrietta Spencer, deuxième fille de John Spencer (1er comte Spencer). Le mariage est notoirement malheureux et Bessborough commence la procédure de divorce en 1790, mais sous la pression intense de ses proches, il les abandonne. Ils ont quatre enfants:
- John Ponsonby (4e comte de Bessborough) (1781-1847), épouse le 16 novembre 1805, Maria Fane (fille de John Fane (10e comte de Westmorland)). Ils ont quatorze enfants.
- Frederick Cavendish Ponsonby (1783-1837) épouse Emily Bathurst (fille Henry Bathurst (3e comte Bathurst)) le 16 mars 1825. Ils ont six enfants.
- Caroline Lamb (1785-1828), elle épouse le 2e vicomte Melbourne, premier ministre en 1805. Ils ont deux enfants.
- William Ponsonby (1er baron de Mauley) (1787-1855), épouse le 30 août 1814 Barbara Ashley-Cooper (fille unique et héritière d'Anthony Ashley-Cooper (5e comte de Shaftesbury)). Ils ont trois enfants.

Lady Bessborough est décédée en 1821 d'un refroidissement pris lors d'un voyage à l'étranger. Son mari lui survit plus de 20 ans et meurt à Canford House, dans le Dorset, en 1844.